# 쓰리 킹즈
《쓰리 킹즈》(영어: Three Kings)는 1999년 개봉된 미국-호주 2개국 합작영화이다.

## 한국어 더빙 성우진

### SBS(2003년 10월 19일)
- 김환진 - 아치 게이츠(조지 클루니)
- 김일 - 트로이 발로(마크 월버그)
- 이장원 - 치프 엘진(아이스 큐브)
- 김영선 - 콘래드 빅(스파이크 존즈)
- 윤소라 - 애드리아나 크루즈(노라 던)

### KBS(2012년 12월 28일)
- 이정구 - 아치 게이츠(조지 클루니)
- 양석정 - 트로이 발로(마크 월버그)
- 이광수 - 치프 엘진(아이스 큐브)
- 장민혁 - 콘래드 빅(스파이크 존즈)
- 강희선 - 애드리아나 크루즈(노라 던)
- 이호인 - 론 혼(미켈티 윌리엄슨)
- 오인성 - 아밀 압둘(클리프 커티스)
- 박영재 - 세이드(사이드 타그마우이)
- 위훈 - 더그 밴 미터(홀트 매캘러니)
- 안소이 - 데비 발로(리즈 스타우버)
- 이규석 - 월터(제이미 케네디)
- 김석환 - 티복스(크리스토퍼 로르)
- 이제인 - 캐시 데이치(주디 그리어)